# Гелетинці
Геле́тинці — село в Україні, у Гвардійській сільській територіальній громаді Хмельницького району Хмельницької області. Населення становить 890 осіб.
Село складається з трьох поселень: Великі Гелетинці (колишні Бевзи) розміщалися спочатку в урочищі Єврейська долина до перенесення в XVI ст. на теперіщнє місце. Малі Гелетинці — давня назва «Лапаївка» перенесено в XVII ст.  з горбів Пісківня  що прилягають до села Павликовець Волочиського району. Села перенесені на теперішнє місце після того, як в 1615 році татарський хан став табором в місті Фельштин, і розорив довколишні села. Третє поселення Висварівка — поселення висварене у Доброгорського пана. Село Гелетинці походить від слова «Гелетки», дерев'яні мірки для зерна, які виробляли мешканці села в які вміщалось 32 кг зерна. Село Гелетинці Подільської губернії Проскурівського повіту Чорноострівської волості засновано в кінці XVI ст. і належало до Фельштинського маєтку Гербургів. В 1772 році в селі був побудований Храм Святої Анни, а 1861 році відкрито церковно-приходську школу.
Відомі люди — Храпач Григорій Якович, член Національної спілки письменників України.

## Населення

### Мова
Розподіл населення за рідною мовою за даними перепису 2001 року:
| Мова       | Відсоток |
| ---------- | -------- |
| українська | 98,2%    |
| російська  | 1,8%     |

## Галерея

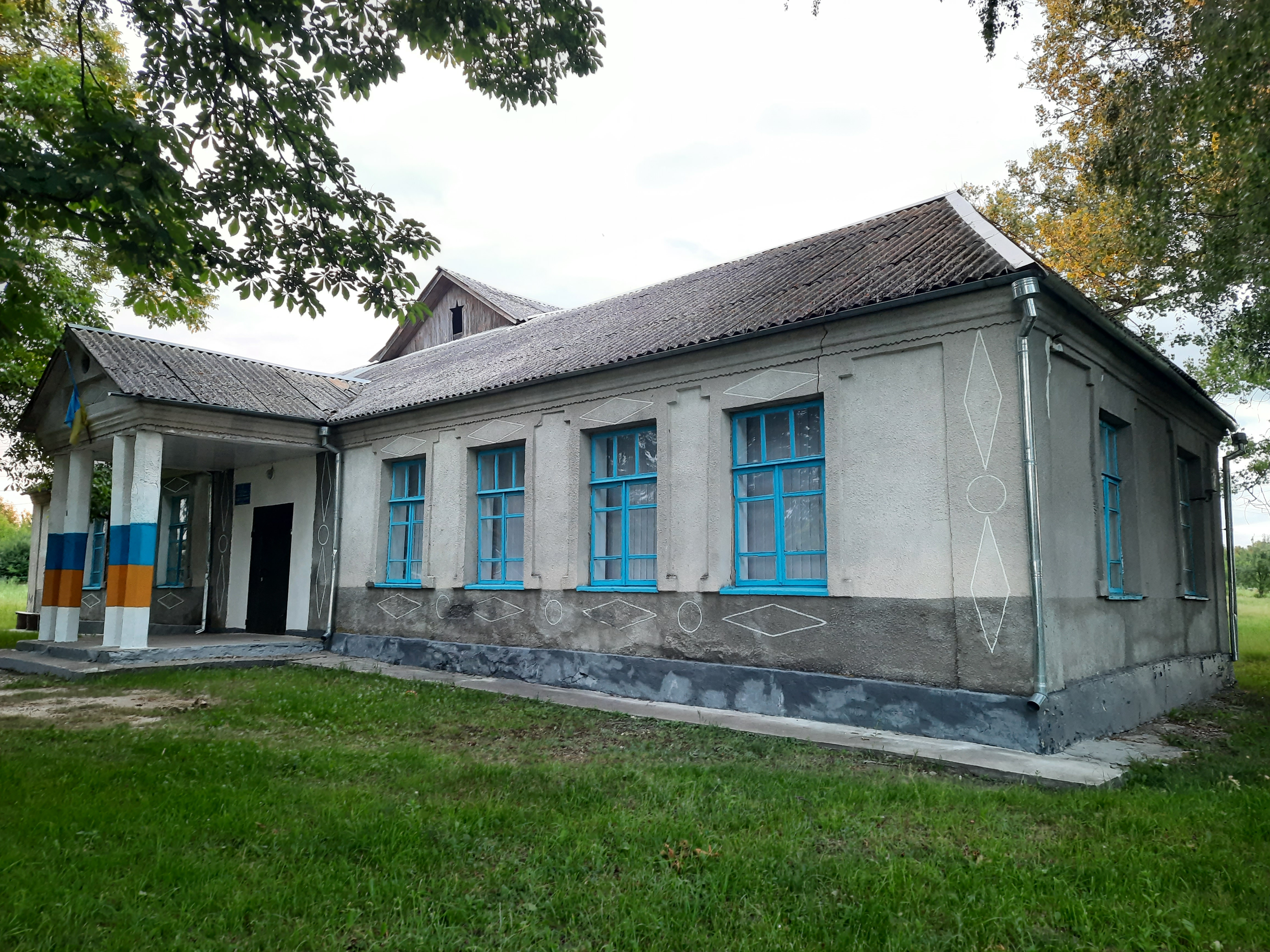
Будинок культури
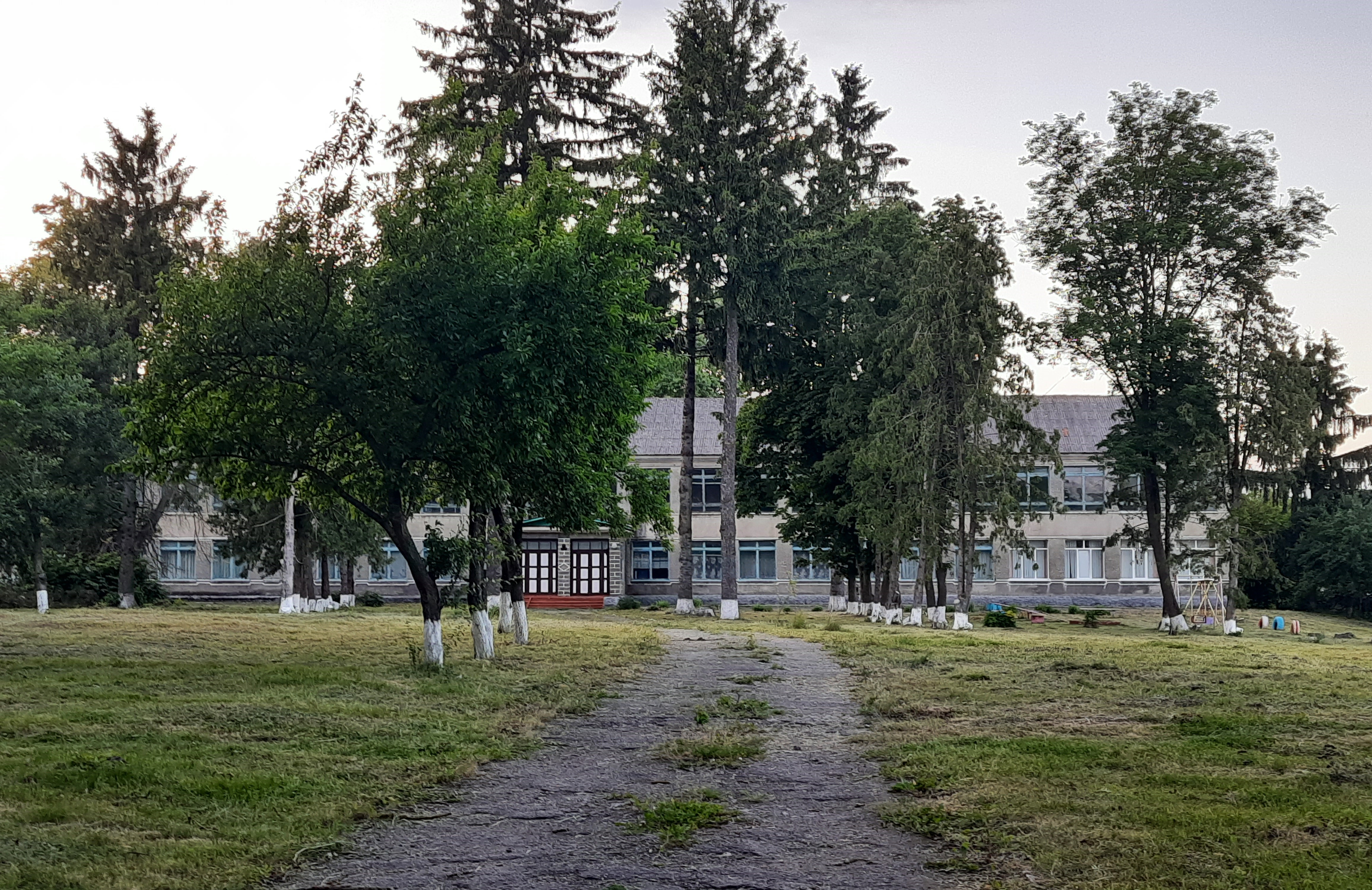
Школа
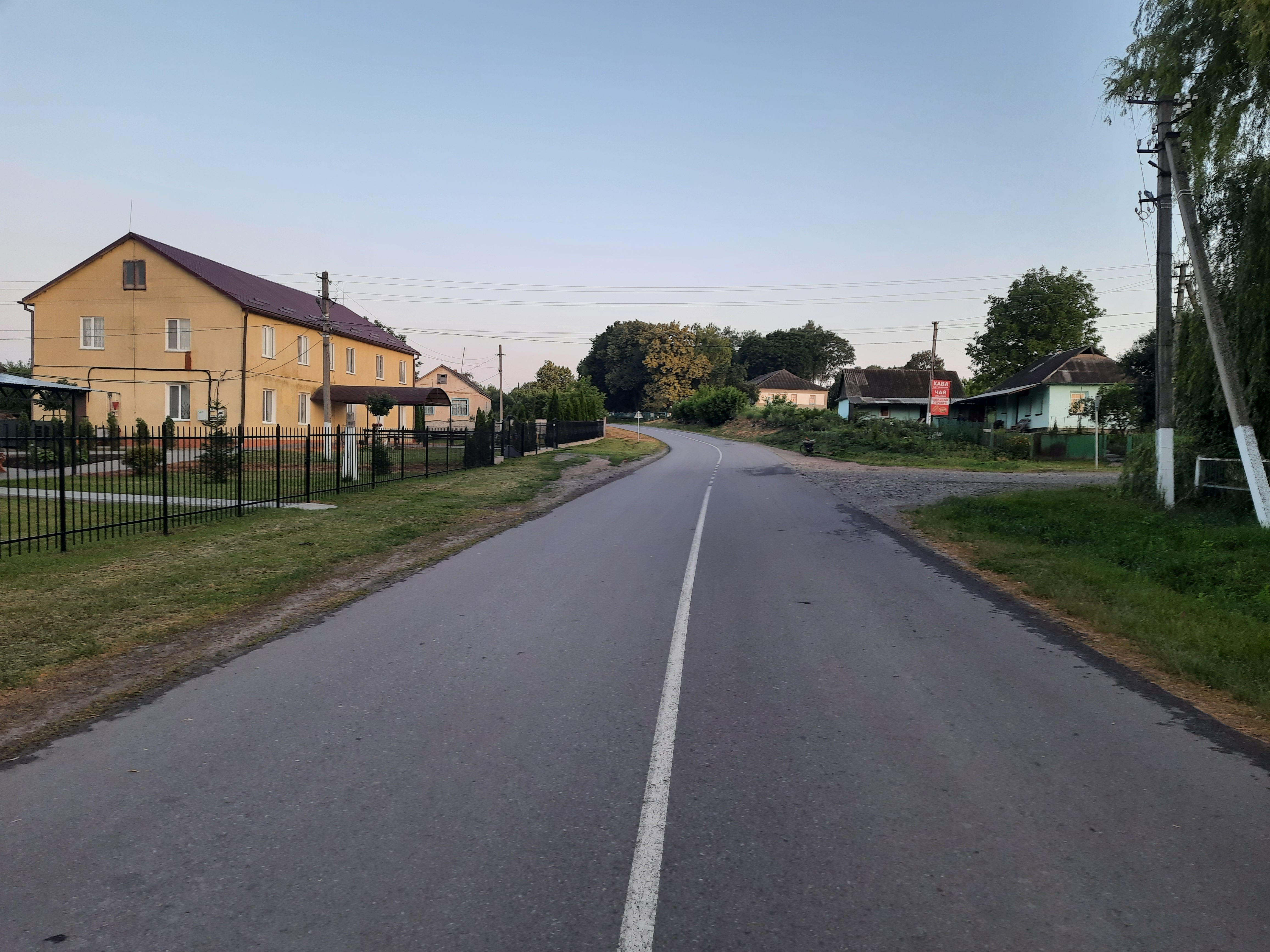
Центральна вулиця
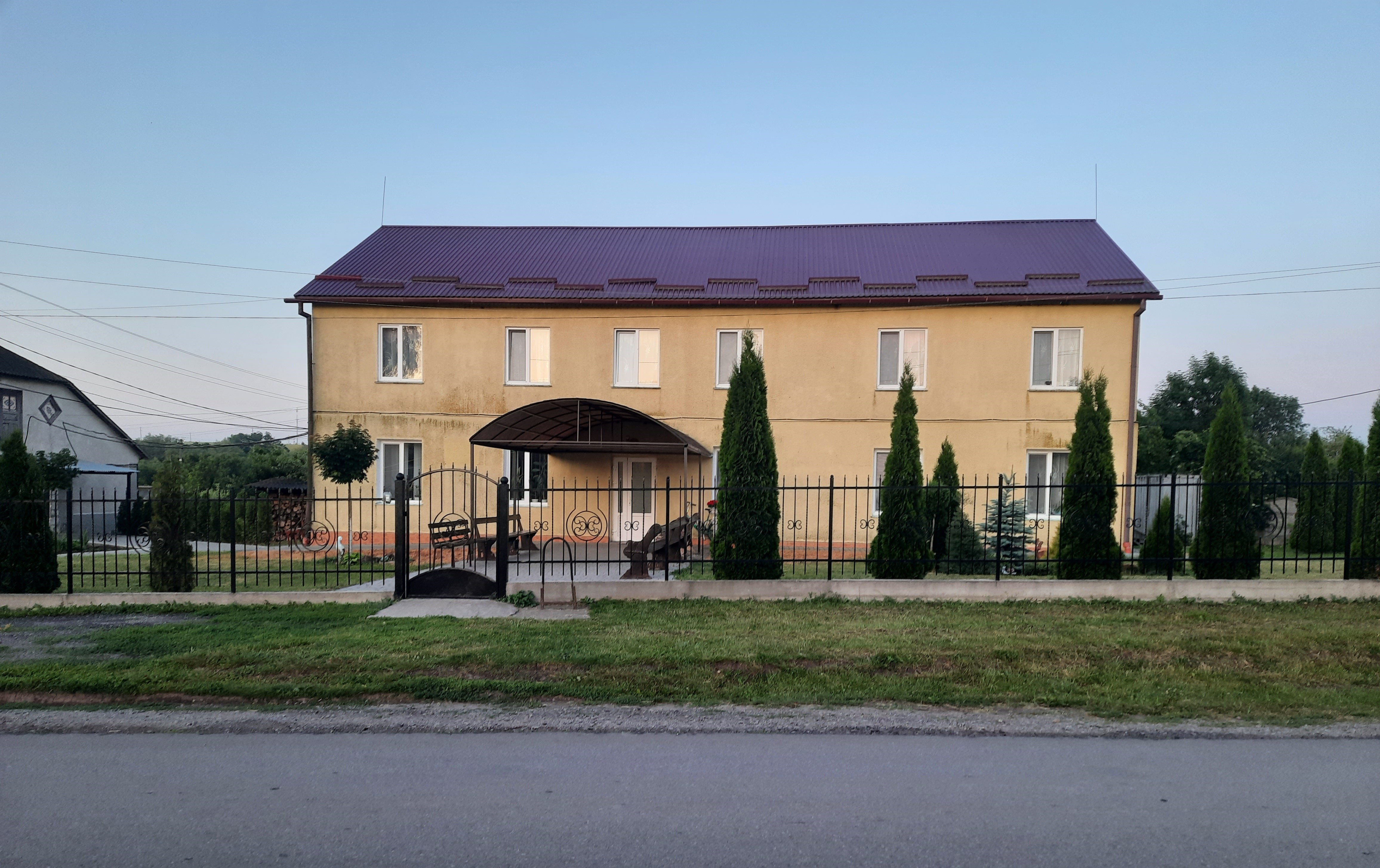
Гелетинський будинок милосердя
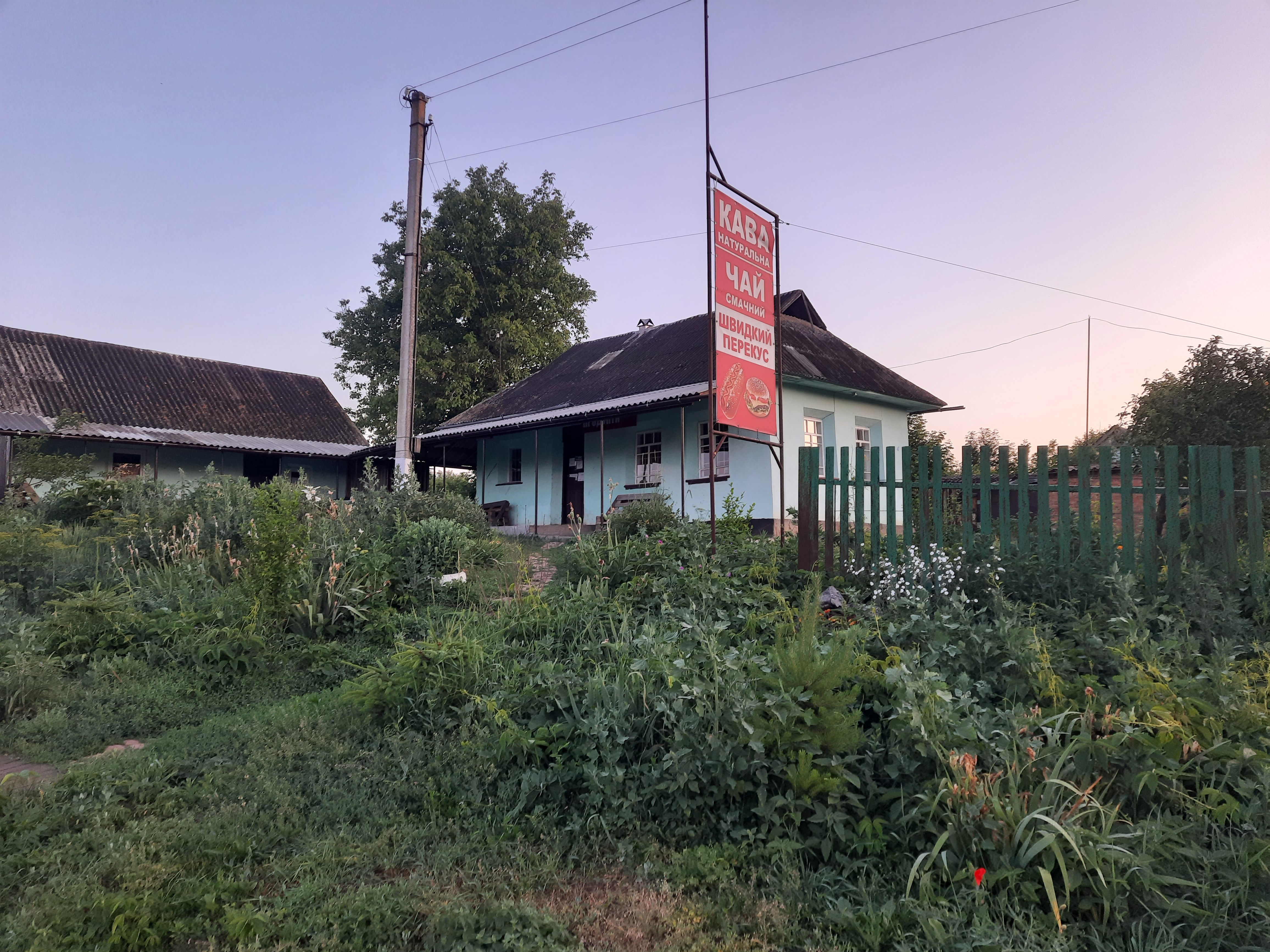
Крамниця
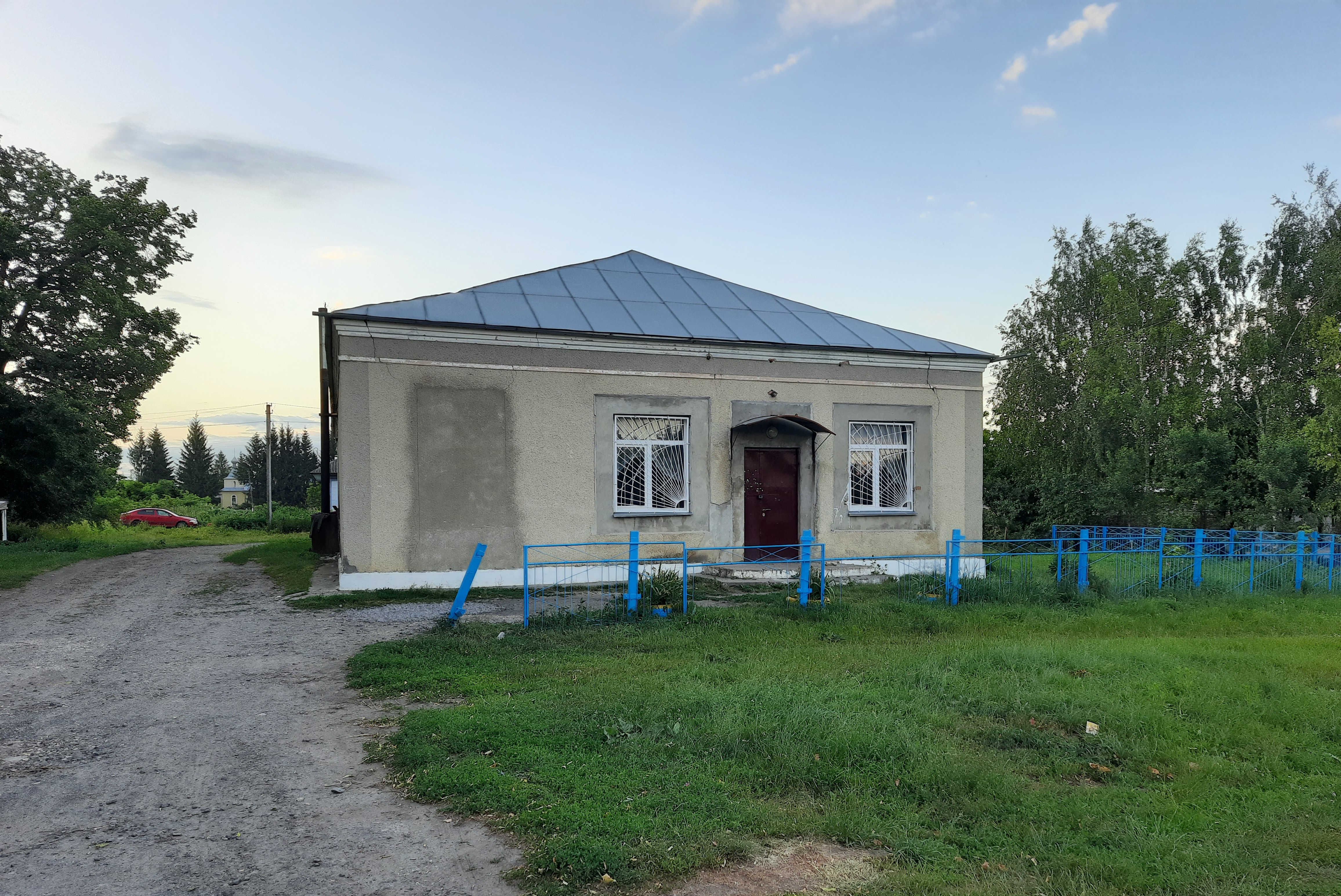
Крамниця
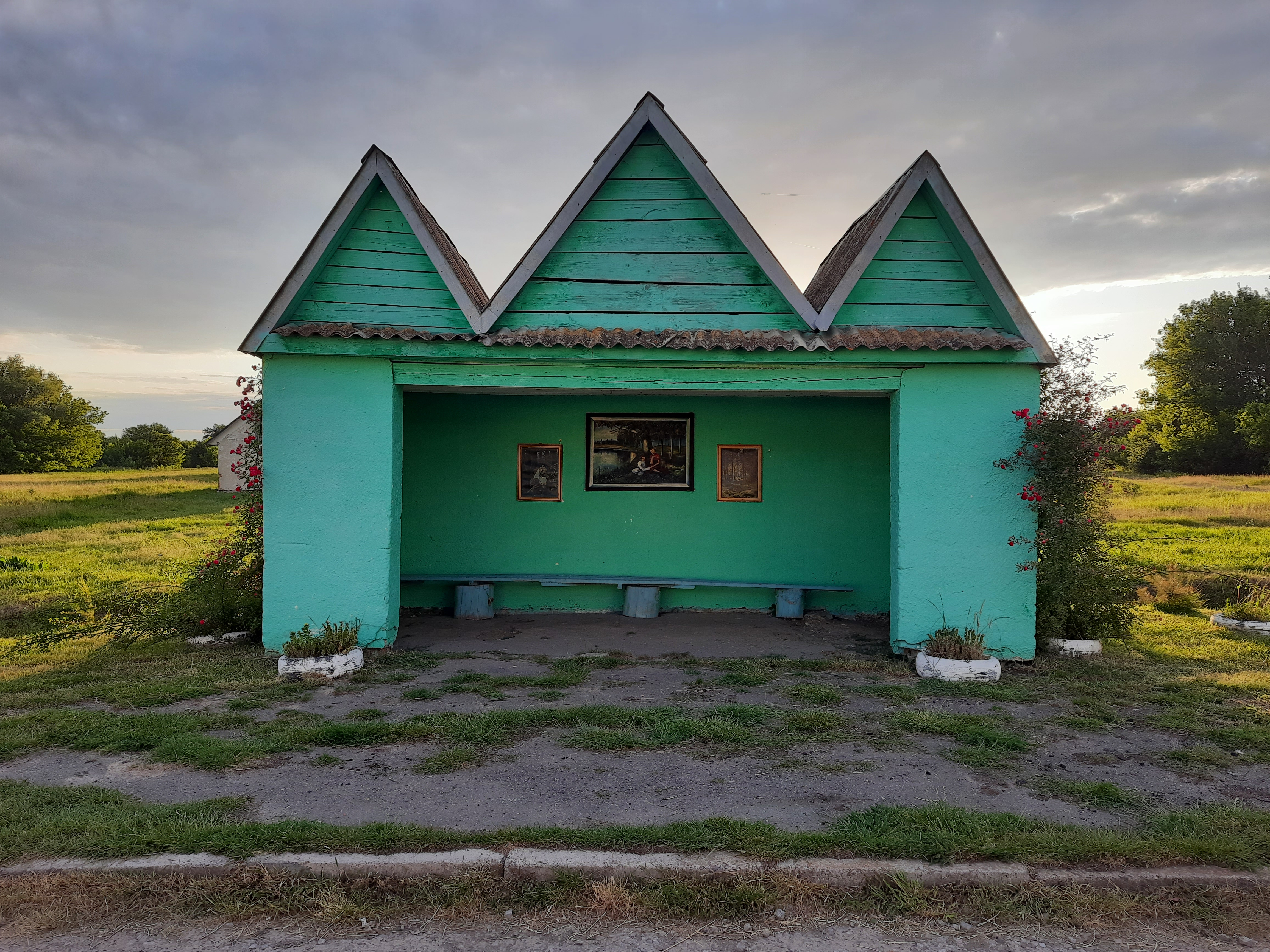
Автобусна зупинка
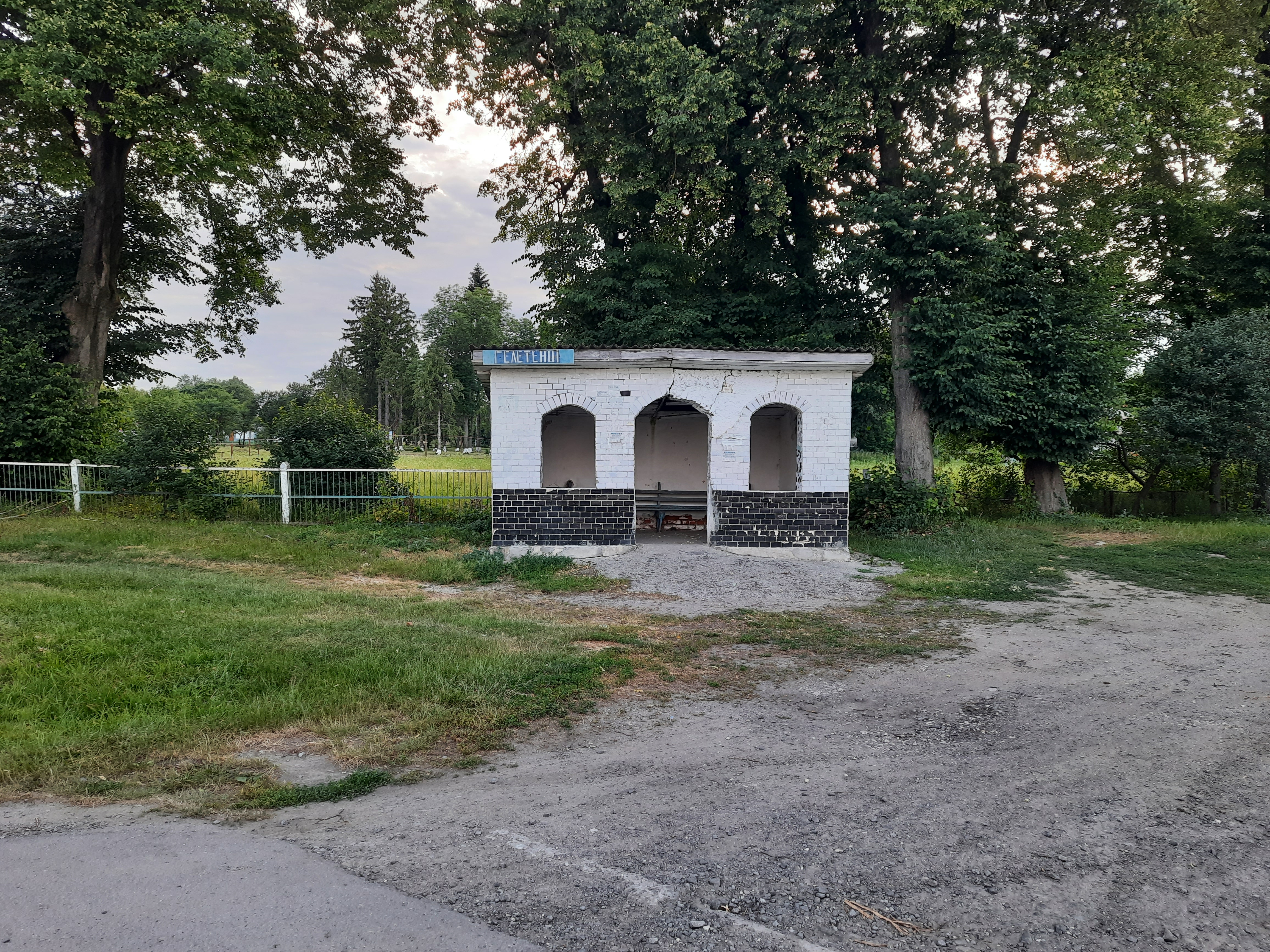
Автобусна зупинка